# Garimpo no Brasil
No Brasil, o garimpo denomina, originalmente, uma atividade de exploração mineral de caráter artesanal, espontâneo e em pequena escala, atualmente, entretanto, o chamado garimpo se estrutura como uma produção mecanizada, monopolista, coordenada regional e internacionalmente, com grandes mobilizações de capital e características análogas ao crime organizado. A transformação da estrutura do garimpo já era visível a partir da ditadura militar O garimpo está intimamente ligado à invasão de terras indígenas e unidades de conservação no país, causando uma série de impactos sócio-ambientais, além da vincular-se, também, com diversas atividades criminosas, como a grilagem de terra, crimes ambientais, exploração sexual e estupro, tráfico de armas, drogas e pessoas, trabalho análogo à escravidão, violência sistemática no campo e tráfico internacional de ouro.
Os ciclos de expansão e retração do garimpo são explicáveis por uma diversidade de fatores econômicos, políticos e sociológicos, de âmbito nacional e internacional. O status econômico do ouro, considerado uma reserva de valor constante apesar das inseguranças do mercado, até mesmo acumulando valor em períodos de instabilidade, tem uma influência central na mobilização do garimpo, dado que o setor informal demonstra uma capacidade maior de adaptar-se às condições do ciclo macroeconômico de valorização do metal. Nesse sentido, os 'surtos' de atividade do garimpo costumam corresponder às altas históricas do valor do ouro. Na dimensão sociológica, o desemprego e a inflação exercem também influência determinante, atraindo especialmente homens jovens para a exploração, verificando-se, além disso, um alto grau de informalidade no mundo do trabalho nas regiões chaves do garimpo, como o Norte do Brasil.

## Legislação

### Histórico
- Decreto 24.193 de 1934 - Distinguia a garimpagem da faiscação, determinando a garimpagem como uma exploração de pedras preciosas em rios ou chapadas com equipamentos simples e estruturas passageiras, e a faiscação enquanto a exploração do ouro aluvionar individual ou coletivamente.[8]
- Decreto-lei 1.985 de 1940, conhecido também como Código de Minas de 1940 - Definia ambas as atividades como formas artesanais e passageiras de exploração, em depósitos de aluvião e eluvião, dinstinguindo a garimpagem da faiscação, por outro lado, por abranger a exploração de minérios metálicos e não metálicos.[8]

### Vigente

#### Código de Mineração
O decreto-lei 227 de 1967, também conhecido como Código de Minas de 1967, ou Código de Mineração - Distingue três modalidades de exploração individual com equipamentos portáteis e simples: garimpagem, faiscação e cata. Definidos, respectivamente, como - modalidade mais abrangente de exploração, abarcando minérios metálicos, não metálicos, pedras preciosas e semipreciosas, em depósitos de aluvião e eluvião; exploração restrita à metais nobres; e finalmente, a cata, como um processo análogo aos dois primeiros, porém voltado à "parte decomposta dos afloramentos dos filões e veeiros". Determina, além disso, a criação de uma regime de matrícula dos garimpeiros através do registro no órgão de coleta de imposto do local da jazida, chamado então de Exatoria Federal.

#### Na constituição
A constituição de 1988 reconhece a atividade do garimpo e determina proteções aos garimpeiros, estabelecedno enquanto competência da União a delimitação de escopo e as condicionais da exploração mineral, considerando a dimensão sócio-ambiental da empreitada. A constituição promove o modelo do cooperativismo para a organização dos garimpos. O massacre de São Bonifácio, ocorrido em 29 de dezembro de 1987, repercutiu significativamente na elaboração dos artigos relativos ao garimpo, garantindo maior legitimidade.

#### Permissão de lavra garimpeira
A lei 7.805 de 1989, conhecida como 'permissão de lavra garimpeira' (PLG), instituiu o regime de lavra garimpeira, revisando parcialmente o Código de Mineração de 1967, que continua vigorando. A nova lei tem por efeito a ampliação do escopo da atividade garimpeira e o afrouxamento da regulação em torno de seu exercício. A PLG preserva a ênfase no caráter individual ou cooperativo do garimpo, além de definir uma lista, revisável, de materiais garimpáveis, que inclui o ouro, o diamante, a casserita, entre outros. A nova permissão tem como princípal característica ter tornado opcional a realização de pesquisas e processos de avaliação prévio das zonas de exploração, elemento que já foi objeto de críticas pelo Ministério Público Federal, em razão das inúmeras fraudes e aberturas que oferece à atividades criminosas.

##### Decreto 98.812 de 1990
O decreto 98.812 adiciona mais regulamentações à PLG, reafirmando a definição de garimpo como exploração dos materiais definidos como garimpáveis realizada em áreas de concessão da permissão de lavra garimpeira. Esse decreto foi posteriormente revogado pelo decreto 9.406 de 12 de junho de 2018, que alterou elementos da legislação relativa à exploração mineral.

#### Estatuto do garimpeiro de 2008
Define o garimpo como a exploração de “substâncias garimpáveis”, instituindo modelos de organização entre garimpeiros e a natureza do possível contrato entre garimpeiros e titulares de direitos minerários. Além de determinar o dia 21 de julho como o Dia do garimpeiro. A definição adotada no estatuto foi chamada de tautológica por documentos do MPF.

#### Portaria 155 de 2016
A portaria 155 da Agência Nacional de Mineração delimitou o espaço das zonas de lavra garimpeira, proibindo, no caso de pessoas físicas, uma área superior a 50 hectares, e mil hectares no caso de cooperativas de garimpeiros. No caso de explorações na Amazônia Legal, a zona garimpável por cooperativas pode atingir excepcionalmente 10 mil hectares.

#### PL 191 de 2020
O projeto de lei 191 foi elaborado pelo núcleo governo Bolsonaro, visando a autorização, em terras indígenas, da exploração garimpeira, além de outras empreitadas como a exploração de combustíveis fósseis, a instalação de hidroelétricas, e a agricultura industrial. Encaminhado inicialmente em 6 de fevereiro de 2020, pelos ministros da Justiça e de Minas e Energia, Sérgio Moro e Bento Albuquerque, a proposta engendrou uma ampla controvérsia nacional e internacional, enfrentando especialmente a oposição de organizações e movimentos dos povos indígenas do Brasil. No mesmo ano, o presidente da câmara dos deputados, Rodrigo Maia, travou a tramitação do projeto, alegando tratar-se de uma proposta muito conflitiva para o Brasil e sua imagem internacional, apesar de não ter identificado no texto nenhuma inconstitucionalidade, como denunciado por organizações ambientais e indigenas. O Instituto Brasileiro de Mineração, que representa 127 empresas de mineração, incluindo empresas de grande porte como a Anglo American e a Vale S.A., criticou o projeto, apesar de, no ano anterior, tê-lo apoiado através de um artigo do então presidente Flávio Penido na Folha de S.Paulo.
Em 2022, a proposta foi reativada pelo governo Bolsonaro, alegando a necessidade de sua viabilização para conter a crise no mercado dos fertilizantes, ameaçado pelas consequências da invasão russa à Ucrânia. Segundo o governo, a extração do potássio era essencial para a estabilidade do estoque brasileiro - tal argumento foi qualificado como falacioso por reportagens do Estadão e estudos realizados pela UFMG, que apontaram que a maioria absoluta das reservas de potássio no país ficam fora de terras indígenas. O argumento foi, porém, repetido por Arthur Lira. A câmara, então sob a presidência de Arthur Lira, aprovou o requerimento de urgência na tramitação do projeto, por 279 votos, solicitado pelo líder do governo, Ricardo Barros. A PL foi submetido a um grupo de trabalho dedicado 
O texto do projeto estabelece a realização de uma consulta na comunidade indígena que habita a terra em processo de exploração, apesar de não conceder poder de veto aos consultados, podendo ser encaminhado por decisão unilateral do Estado. Determina, além disso, uma participação da comunidade na renda econômica das atividades.

## História
Alguns pesquisadores distinguem quatro ciclos do garimpo no Brasil - um primeiro, de 1500 a 1700, o segundo de 1700 a 1800, o terceiro entre 1800 e 1980, e, finalmente, o quarto e atual ciclo iniciado em 1980.

### Origem

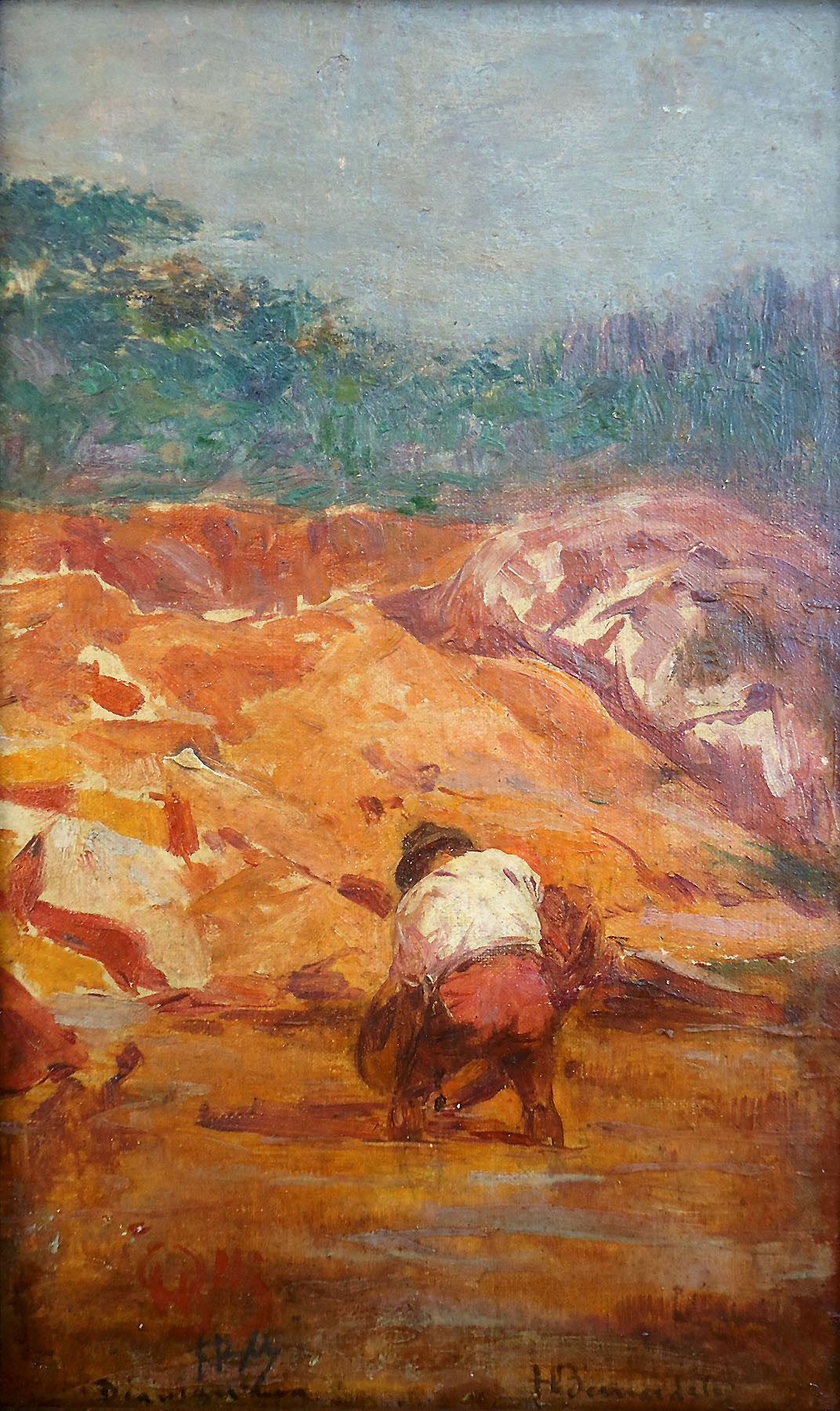
Pintura de Henrique Bernardelli, Garimpeiro em Diamantina, MG, representa a imagem quase idílica do garimpeiro estabelecida no período colonial

O termo 'garimpo' tem origem no Brasil, originalmente dizia respeito à exploração ilegal de minérios nos cumes das serras, chamadas grimpas da época, dando origem à denominação grimpeiro, e posteriormente garimpeiro. Essa forma de mineração ilegal emergiu diante da crescente regulação exercida pelo regime colonial na exploração de minerais, estabelecendo a primeira legislação acerca da extração de ouro em 1730. Ao longo do século, a descoberta de diamantes em Minas Gerais, Mato Grosso e Goiás, motivou a criação de zonas de exploração com controle mais intenso, sendo de direito exclusivo de contratadores grandes ou da própria Coroa, com penalidades pesadas aos infratores. Os faiscadores, como eram também chamados, compunham uma classe de "desclassificados sociais", formada por pobres da colônia, aventureiros da Europa, ex-escravos alforriados, fugidos, e mestiços; vistos com preocupação pela autoridade colonial, representavam também, especialmente no período anterior à maior regulação da mineração no Brasil, um potencial na geração de riquezas, sendo descobridores de importantes reservas minerais e a mão de obra utilizada na sua exploração, nos casos em que outras formas de trabalho não eram disponíveis. Assumiram, portanto, com o endurecimento da legislação, o status de criminosos que violavam as determinações da Coroa, explorando clandestinamente as reservas de diamantes em diversas regiões da colônia. No século XIX, continuavam presentes nas zonas históricas de mineração. Com o fim do período colonial, o garimpo manteve-se como uma atividade clandestina de mineração, explorando novas áreas enquanto também permanecia em zonas históricas.

### A partir de 1970
O garimpo transformou-se profundamente no decurso do século XX, abandonando definitivamente a imagem quase idílica do garimpeiro criada na imaginação do período colonial. O garimpo artesanal, conduzido com picaretas, bateias, explorando o leito dos rios, deu lugar à empreitadas extrativistas de larga escala, com maquinário de alto custo e métodos de profundo impacto sócio-ambiental. O ciclo atual de exploração garimpeira no Brasil, foi iniciado, segundo alguns pesquisadores, na década de 1980, a partir da valorização do ouro no mercado internacional durante a década precedente. Consequência, em parte, da instabilidade econômica global provocada pela crise petrolífera de 1973, e agravada, mais tarde, pela revolução iraniana e pela guerra Irã-Iraque. Esse cenário induziu, como ocorro em períodos de instabilidade financeira, uma valorização da onça do ouro em 256%.

#### Corrida do ouro na Amazônia

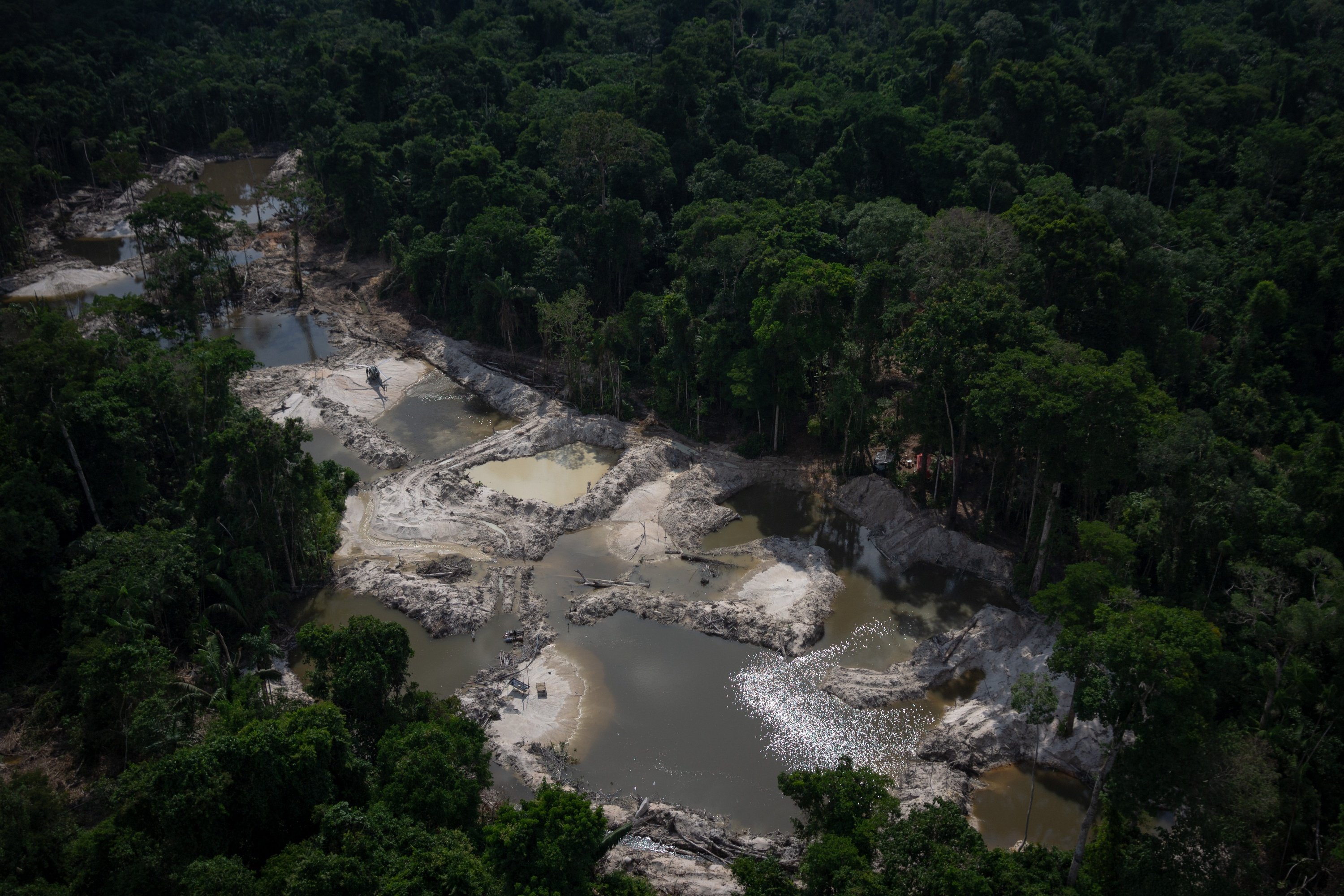
Impacto do garimpo no Parque Nacional do Jamanxim

Coincidindo com essa situação, estava a política de colonização da Amazônia instaurada pela ditadura militar brasileira, com o incentivo de empreitadas extrativistas e agropecuárias, cujas dificuldades de implementação conduziram parte dos colônos à prática do garimpo, considerada oportuna pelo governo ditatorial, em razão do peso crescente da dívida externa brasileira e das turbulências na política monetária. Nesse sentido, foram criadas diversas reservas garimpeiras no fim da década de 1970 - duas em Rondônia; em Itaituba, Serra Pelada e Cumaru do Norte, no Pará; e uma em Peixoto Azevedo, no Mato Grosso - totalizando um território de 31,5 mil km². A distribuição dos garimpeiros na Amazônia transbordou as reservas inicialmente delimitadas, dando início a uma série de invasões de terras indígenas, auxiliadas por vezes, segundo registros, pela própria Funai, afetando as imediações do rio Xingu, Madeira e Tapajós. Em algumas dessas regiões, o garimpo permanece uma atividade intensamente presente e influente.

## Impactos socio-ambientais

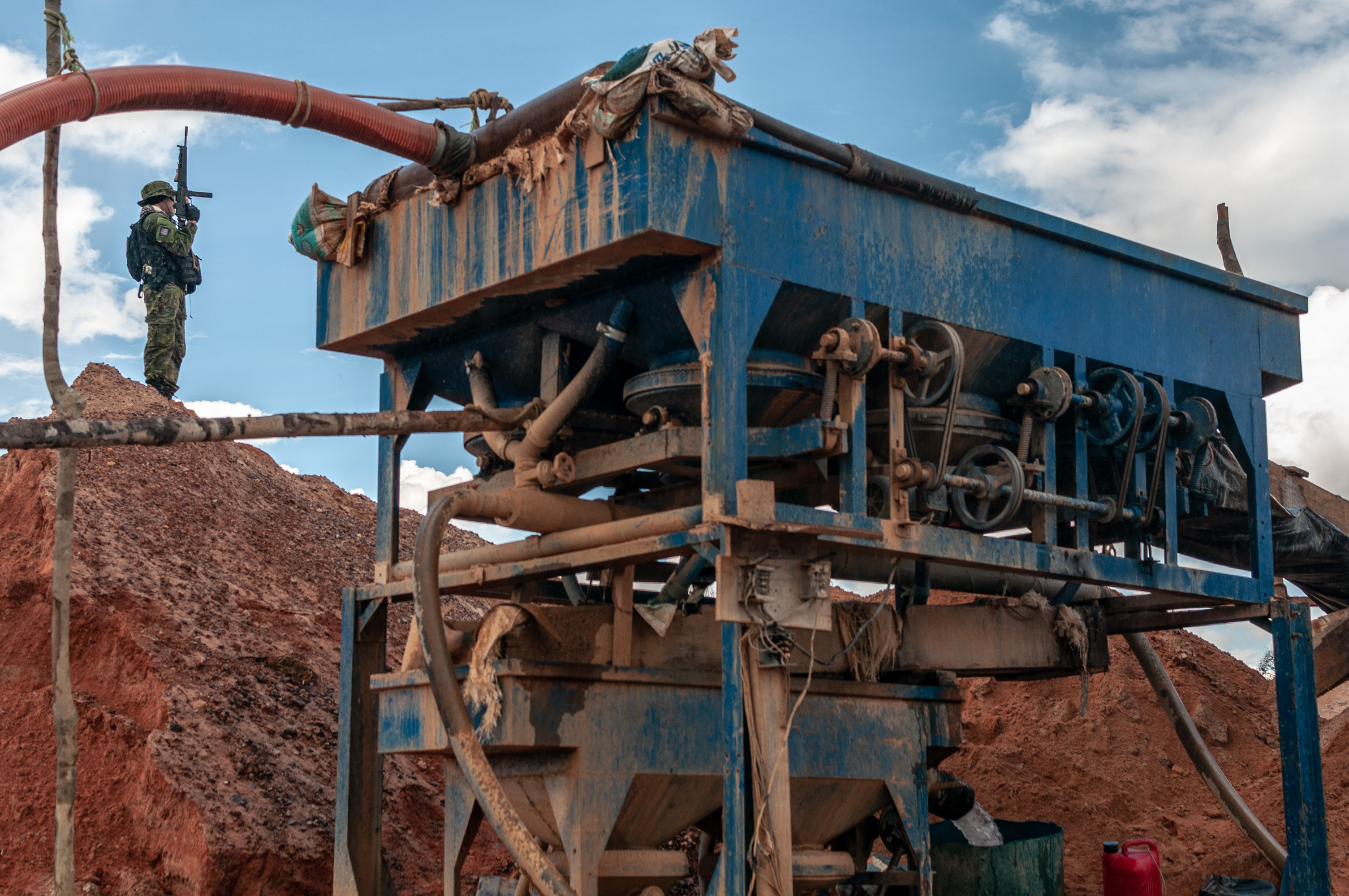
Planta de lavagem utilizada no garimpo.

### Poluição por mercúrio
A poluição por mercúrio compreende a emissão de mercúrio por atividades humanas e sua acumulação no meio ambiente. O mercúrio apresenta a maior toxicidade entre os metais contaminantes, sendo também o único capaz de bioacumulação na maioria das cadeias alimentares, e o único com potêncial letal em humanos expostos à contaminação ambiental. O vapor de mercúrio, por sua vez, é capaz de transmitir-se na atmosfera, em razão de sua estabilidade química na forma volátil, podendo afetar regiões remotas a partir de um foco de emissão. A contaminação de ambientes aquáticos, por outro lado, ocorre pela possibilidade de metilação por bactérias, entre outras interações químicas e biológicas que são capazes de manter altas concentrações da substância. Por ser lipossolúvel, o metilmercúrio torna-se mais assimilável por diversos organismos, transmitindo-se amplamente pela cadeia alimentar.

## Povos indígenas

### Crise humanitária ianomâmi em 2022-2023
A crise humanitária ianomâmi ocorreu durante as presidências de Jair Bolsonaro (2019-2023) e de Lula (2023-presente), uma série de mortes em massa, fome, deslocamentos forçados e outras grandes violações dos direitos humanos dos ianomâmis ocorreram na Terra Indígena Yanomami no Brasil. Tais eventos teriam começado ou se agravado a partir de 2019 como consequência da exploração desenfreada de recursos naturais por indivíduos e empresas e negligência do governo e têm sido frequentemente considerados um genocídio contra o povo ianomâmi.

## Atividades criminosas

### Tráfico de mercúrio
O mercúrio é uma substância essencial no principal método de extração de ouro utilizado no garimpo. O contrabando desse elemento é motivado pela regulação existente na sua aquisição, reforçada pelo acúmulo de evidências do impacto humano e ambiental que produz, e acompanha a expansão do garimpo no Brasil, e na América do Sul em geral, coincidindo com as redes criminais que amparam sua logística. Segundo um relatório das Nações Unidas, entre 2005 e 2015, a demanda de mercúrio no garimpo superou seu uso em outras atividades, como na produção de dispositivos eletrônicos, mobilizando, estima-se, entre 1,500 e 2,500 toneladas do metal.
A magnitude da mobilização de mercúrio ilegal indica a existência de sofisticadas redes de tráfico internacional, dominado por quadrilhas de estrutura análoga ao crime organizado, capazes de operar a logística internacional de produção, transporte, e corrupção burocrática que antecede seu emprego no garimpo.
O fortalecimento da regulação em torno do mercúrio nos Estados Unidos da América e na Europa, na década de 2010, responsáveis pela maior parte do fornecimento durante o século XX e início do século XXI, provocou uma alteração das redes de comércio global, abrindo lugar para um novo grupo de fornecedores para o mercado ilegal latino-americano, especialmente o México, China e Indonésia, tendência que se acentua a partir de 2011. O México foi o principal exportador de mercúrio para o Peru, porém, quando este tomou medidas restringindo a importação desse metal, as exportações foram redirecionadas para a Bolívia, a partir da qual redes ilegais continuam enviando o material para os garimpos peruanos. A China, de maneira análoga, fornece mercúrio diretamente para a Guiana, a partir da qual é redistribuido para o Brasil, Venezuela, Colômbia. O Peru, não obstante o declínio do tráfico a partir da ratificação da Convenção de Minamata em 2015, continua à funcionar como nódulo de distribuição do mercúrio ilegal pela América do Sul, principalmente através das fronteiras porosas com o Brasil, Equador, e Bolívia. Esse tráfico ocorre tanto pela mobilização de grandes quantidades, por vezes centenas de quilos, quanto, mais frequentemente, um tráfico difuso e minúsculo, através de frascos que cruzam discretamente as fronteiras. Segundo investigações, pessoas com autorização para adquirir mercúrio no Peru, o que inclui empresários e políticos influentes, tem participação no fornecimento do mercado ilegal.
No Brasil, especificamente, o mercúrio adentra proeminentemente pelas fronteiras com a Guiana e a Bolívia. Guajará-Mirim, em Rondônia, é o principal ponto de passagem do mercúrio boliviano, enquanto que o ponto de contato com a Guiana se dá com maior amplitude na cidade de Bonfim, Roraima, da onde é distribuída para os garimpos na terra yanomami, entre outros locais.

### Exploração sexual
O garimpo brasileiro no Suriname mobiliza um grande número de pessoas no âmbito do trabalho sexual, incluindo muitas mulheres que partem do Brasil e são conduzidas ao garimpos por meio do tráfico internacional de pessoas, comumente através de promessas enganosas de empregos, terminando coagidas para participar na prostituição. Grande parte dessas mulheres são aliciadas nos estados do Pará e do Maranhão. Dessas, muitas se encontram em situação de escravidão por dívida. A prostituição vinculada ao garimpo no Suriname envolve, segundo pesquisadores, a coordenação com cafetões do Pará, e vincula-se, além disso, com as redes de tráfico de mulheres para prostituição na Europa.

### Relação com o narcotráfico
Relações entre os esquemas de garimpagem e organizações do narcotráfico nacional e continental foram expostas em diversos inquéritos e reportagens jornalísticas, o fenômeno é denominado, por alguns, de narcogarimpo. Recentemente, no garimpo na terra indígena ianomami, a agência Amazônia Real investigou a presença de membros do Primeiro Comando da Capital e da organização venezuelana Tren de Aragua, ambos aliados numa variedade de atividades criminosas - nesse garimpo, a inserção do narcotráfico se iniciou por volta de 2018, atuando como espécie de segurança privada, como também no ramo do fornecimento de insumos garimpeiros ao longo do rio Uraricoera, na administração de prostíbulos e cantinas, e na exploração por meio de balsas de ferro. Uma série de ataques contra ianomâmis do ramo Palimiu foram atribuídos às facções, frequentemente em retaliação às ações de apreensão de materiais e expulsão de garimpeiros realizadas por grupos indígenas, em que moradores foram alvejados e feridos com armas de fogo, resultando, num episódio, na morte de duas crianças que tentaram fugir dos tiros. Outro benefício extraído pelo narcotráfico no garimpo é a lavagem de dinheiro através do ouro, facilitada pela escassa regulação desse comércio adjacente à clandestinidade. Lavagem de dinheiro e apoio logístico também foram registrados nos garimpos do município de Itaituba, no Pará, desde 2018. A presença do narcotráfico é marcada pelo acirramento da resistência dos garimpos às operações policiais, com a presença de homens armadas alvejando os veículos dos órgãos governamentais, e riscos crescentes aos agentes públicos, inclusive aqueles que não fazem parte da segurança, como membros do Ibama, da Funai e da área da saúde. Segundo alguns pesquisadors da segurança pública, a maior intersecção entre garimpo e narcotráfico nasce logo da consolidação dessas organizações nos presídios do Norte, culminando com os conflitos e fugas em 2016 e 2017, a partir das quais os membros das facções adentraram os garimpos como espécie de refúgio. Ainda assim, outras interfaces entre ambas as atividades, como o uso de pistas clandestinas, remontam à década de 1990.

## Operações de repressão e inquéritos

### Operação Selva Livre
Operação anunciada em 4 de março de 1990, pela então presidente Fernando Collor de Melo, em resposta à crescente pressão nacional e internacional diante da invasão garimpeira das terras indígenas da Amazônia, especialmente na terra yanomami, onde era estimada a presença de 40.000 garimpeiros. As ações se estenderam até dezembro de 1990, contando com a participação da Polícia Federal, responsável por destruir pistas clandestinas e equipamentos, com mais severidade na fase final. A operação resultou no desbandar dos garimpeiros na região, que se reorganizaram, porém, em outras localidades, inclusive migrando para o Suriname.

## Tecnologias

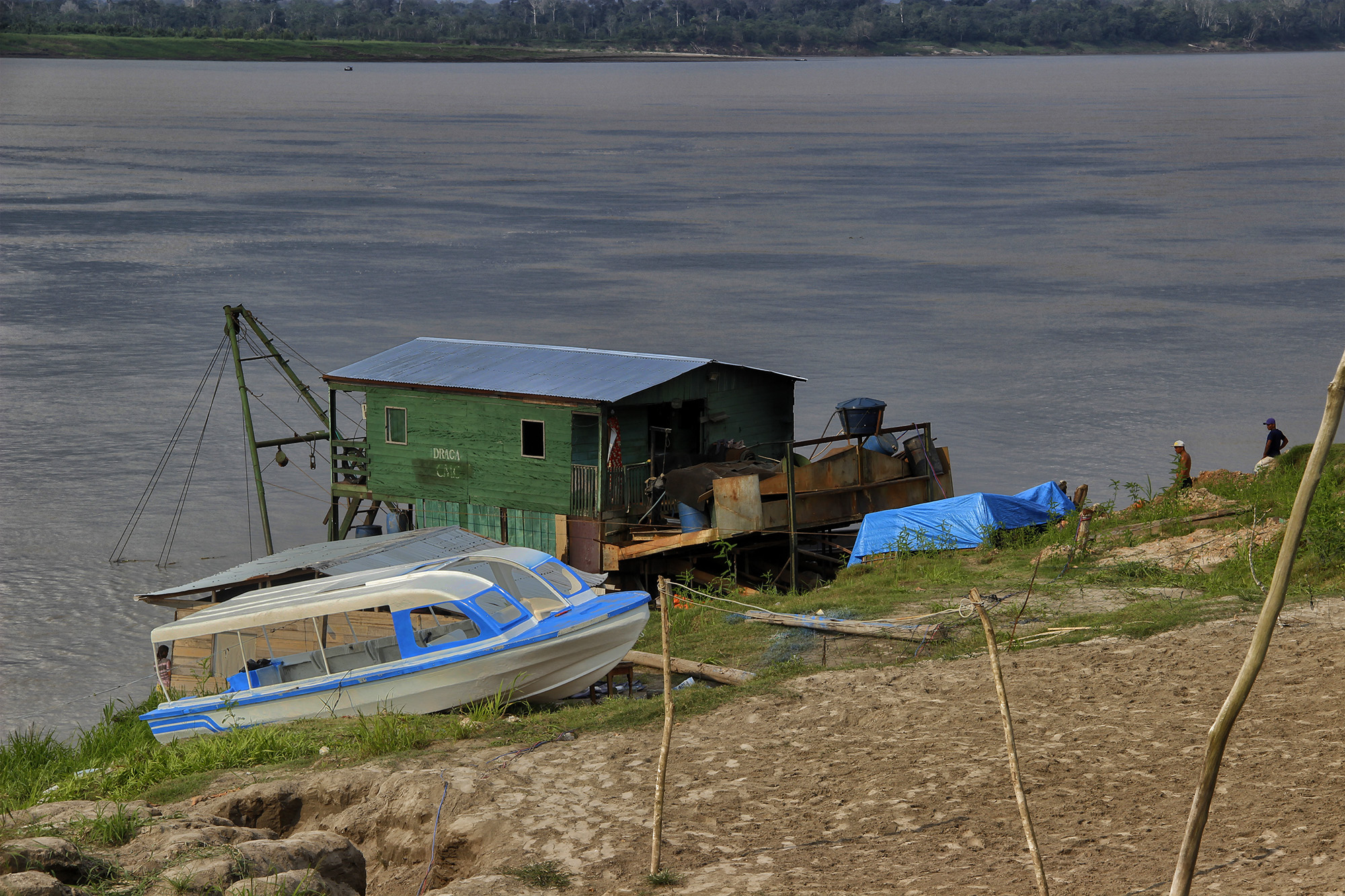
Draga do garimpo no rio Jandiatuba, foto por Fabio Pontes, Amazônia Real

### Plantas de lavagem

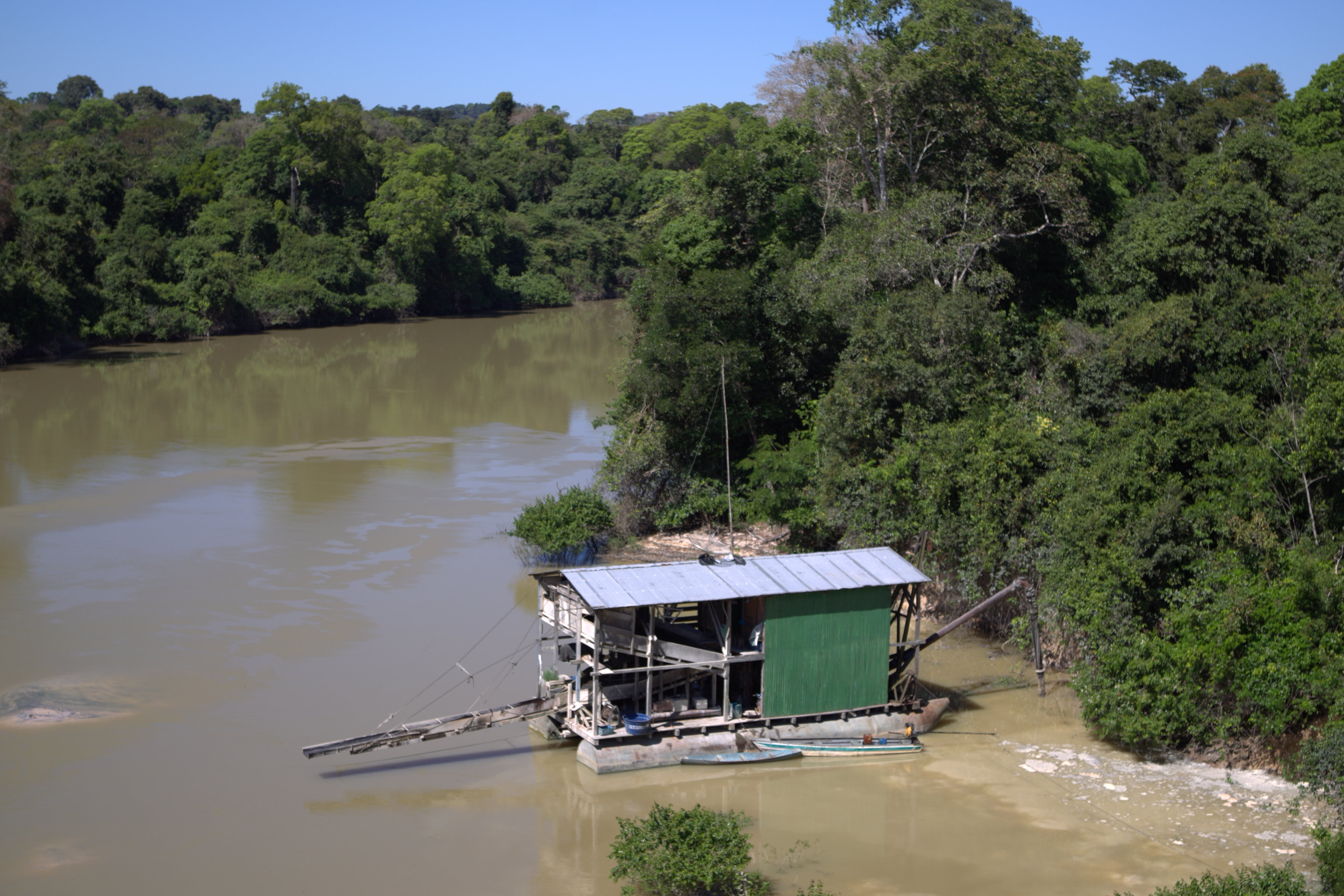
Balsa apreendida pelo Ibama, Rio Novo.

## Na mídia

### Tiktok
Os garimpeiros no Brasil tem utilizado amplamente o TikTok para registrar suas atividades, transmitir informações e experiências, e fazer a publicidade da atividade com promessas frequentemente irreais, como, também, defender pautas pró-garimpo em contraposição à percepção predominantemente negativa que circula nos jornais. Criou-se, assim, um nicho significativo na rede social, com figuram que se assemelham à influencers. Alguns produtores de conteúdo, que iniciaram com canais no youtube, alcançaram rápido sucesso no TikTok, com vídeos que ultrapassam milhões de visualizações. Entre esses, existem até mesmo quem lançasse lojas de comércio eletrônico de equipamentos de garimpo.
A representação irreal dos ganhos nos garimpos faz parte do conteúdo desses canais, em que alguns influencers afirmam ter conseguido dezenas de milhares de reais em poucas semanas, enquanto mostram quantias de ouro supostamente descobertas, que muitos espectadores encaram com ceticismo, apontando semelhanças com peças falsas de ouro vendidas por poucos reais em comércios online.

## Garimpo brasileiro em outros países

### Escudo das Guianas

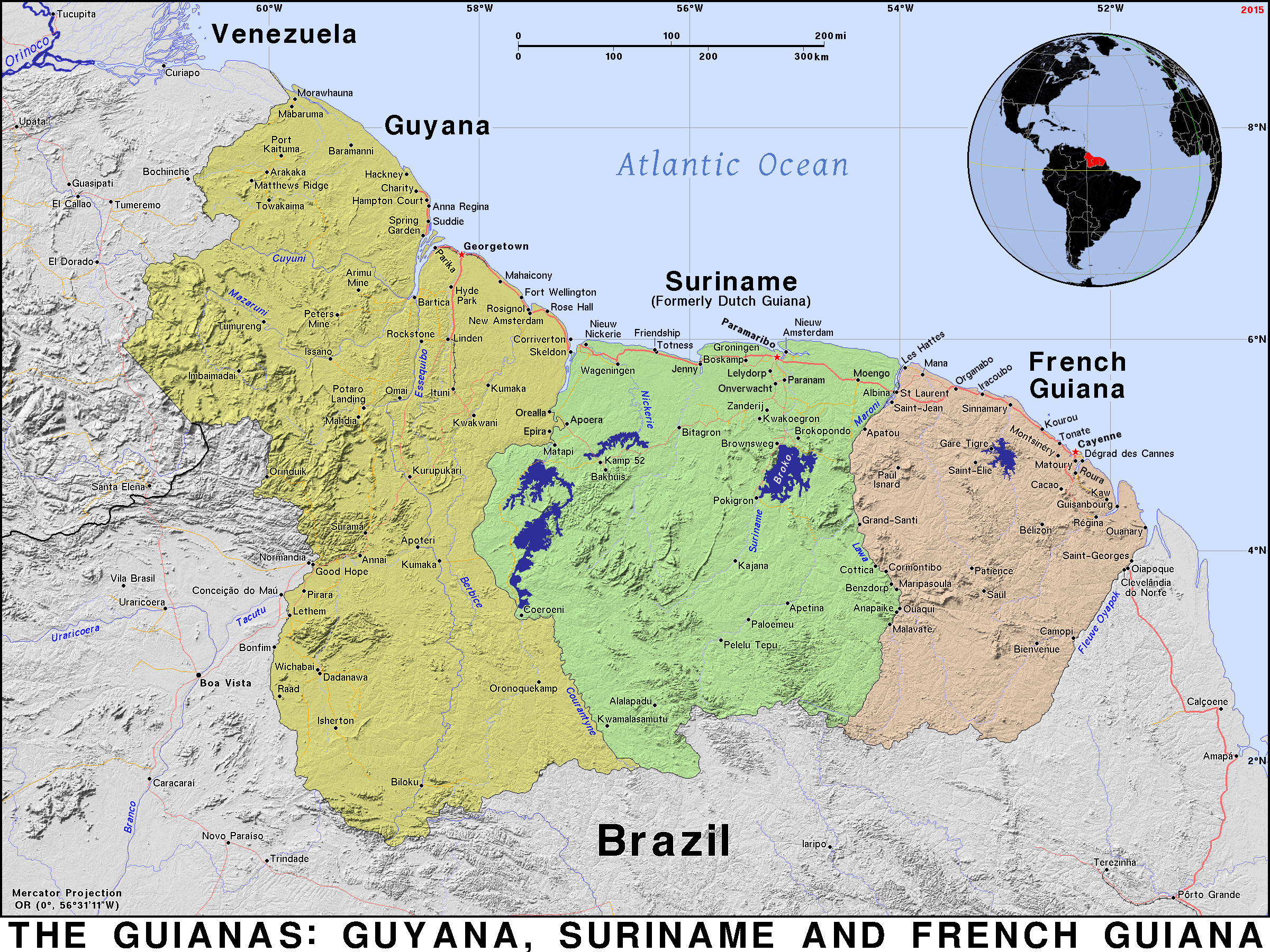
Mapa da fronteira brasileira com a Guiana, Suriname e Guiana Francesa

#### Suriname
A presença de garimpeiros brasileiros no Suriname remonta ao surto do garimpo no lado brasileiro da Amazônia, no fim da década de 1980, momento em que o cruzamento da fronteira Brasil–Suriname cristalizou-se num movimento migratório significativo para ambos os países. Esse período coindicidiu também com a Guerra Civil do Suriname, a partir da qual a economia surinamesa ficou marcada pelo declínio e fragilidade. Nesse contexto, o comando do Jungle Commando passou à incentivar o garimpo de ouro no território leste do país, que controlava, como meio de sustentação financeira da luta armada e das populações locais. Assim, os quilombolas iniciaram as atividades de extração de ouro com o equipamente previamente confiscados do Serviço Geológico de Mineração. Com o desenvolvimento da atividade, os primeiros brasileiros começaram à chegar no país, por estímulo, segundo relatos, do próprio líder da oposição, Ronnie Brunswijk. Esses garimpeiros partiam frequentemente do Amapá, cruzando a Guiana Francesa para findar no rio Marowijne. A Operação Selva Livre, realizada no ano de 1990 para desbandar os milhares de garimpeiros que invadiam então a terra indígena yanomami, teve como efeito colateral a reorganização do garimpo brasileiro em outras localidades, fortalecendo a migração para o Suriname, que havia se tornado atrativo com a circulação de historias e promessas de riqueza.
A presença brasileira alterou os processos e dinâmicas do garimpo no leste do Suriname, que baseava-se até então na extração de ouro nos leitos dos rios com balsas e dragas. Implementaram o uso da técnica de 'desmonte hidráulico em terra firme', que se tornou predominante a partir de então pela facilidade e produtividade que trazia. Essas trocas transformaram a face do garimpo no Suriname, que abandonou suas técnicas artesanais e adotou a estrutura e as tecnologias estratificadas e sofisticadas elaboradas pelos brasileiros.
Atualmente, os brasileiros continuam compondo movimentos migratórios maçivos em direção ao Suriname, constituindo o segundo maior grupo de estrangeiros, cerca de 11,65% do imigrantes, o que representaria, oficialmente, 5.375 pessoas, por outro, o Itamaraty apresenta uma estimativa bem maior, de 15 à 30 mil, a maioria em situação irregular, fortemente vinculada ao fluxo do garimpo; alguns autores, adicionalmente, estimam 40.000 brasileiros no país. A imigração atual se dá por muitas vias, sendo compostas, em boa parte, de pessoas do Pará e do Maranhão, e realizando a travessia de avião, nos aeroportos de Boa Vista e Belém; do barco e vans, saindo de Lethem, cidade guianense que faz fronteira com Roraima, e entrando no Suriname pelo distrito de Nickerie; partindo do Oiapoque, em embarcações ou micro-ônibus, atravessando a Guiana Francesa para atingir a cidade de Saint-Laurent du Maroni e cruzar a fronteira, ou, numa variação, partem do Oiapoque até Maripasoula, alcançando de forma mais direta os centros do garimpo no Suriname, como Benzdorp e Antino.

#### Guiana Francesa
A fronteira entre o Brasil, especificamente o estado do Amapá, e o departamento ultramarino fracês da Guiana se estende por 730 quilômetros, demarcada pela presença do Rio Oiapoque, através do qual um fluxo de pequenas embarcações transita cotidianamente de maneira informal. A expansão do garimpo no extremo norte brasileiro fez transbordar as zonas de exploração para o lado francês, constituido principalmente de terras indígenas e áreas de preservação ambiental, onde brasileiros tem estabelecido centenas garimpos ilegais dispersos pela margem do rio. O governo do departamente estimava, no início da década de 2010, a existência de 479 garimpos, extraindo cerca de 10 toneladas de ouro anualmente, soma que representa a maioria absoluta do ouro produzido no departamento. Essa quantia é subsequentemente contrabandeada para o Brasil, onde é comercializada em postos de compra, principalmente na cidade de Oiapoque,  tanto através de casas autorizadas pelas autoridades brasileiros, quanto por joalheirias e comércios ilegais, que, segundo relatos, chegam à enviar representantes aos garimpos para garantir a compra do ouro.
A dificuldade de acesso e inseguranças da floresta guianense motiva a formação de grupos, a partir de dez pessoas, chegante até às centenas, amparados por esquemas de reabastecimento. As organizações que controlam a operação são frequentemente, segundo relatos de garimpeiros e autoridades francesas, empresários e políticos do Amapá, que comandam à distância a logística do transporte de trabalhadores, equipamentos e provisões, cobrando a maior parte do ouro encontrado pelos garimpeiros, por vezes até 70% da quantia. Máquinas grandes e de alto custo são frequentemente utilizadas nos garimpos maiores, incluindo retroescavadeiras, geradores de energia, bombas hidráulicas e plantas de lavagem, com métodos semelhantes aos empregados no Brasil.
A destruição ambiental, pelo desmatamento e a poluição da água por mercúrio, que causa graves consequências na vida marinha, e a violência intrínsica ao funcionamento dos garimpos, com disputas entre grupos de garimpeiros, como também por desentendimentos triviais nos acampamentos, resultando em homicídios mal contabilizados, representam as principais preocupações das autoridades francesas na região.

##### Impacto nas relações diplomáticas entre França e Brasil
A proliferação desses garimpos brasileiros e os impactos multifacetados que causam no departamento francês tem sido afetado as relações diplomáticas entre Brasil e França. A partir dos anos 2000, o governo francês tem pressionado o Brasil à assumir uma postura maior proativa no combate e vigilância dessas modalidades de mineração ilegal. Foi firmado, em 2018, um acordo entre os governos para a colaboração na prevenção do garimpo, no entando, a demora do congresso nacional brasileiro em ratificar o acordo causou desconfiança nas autoridades francesas. Não obstante, a colaboração produziu uma operação conjunta contínua, denominada Operação Harpie, que mobiliza cerca de 500 soldados em ações de combate ao garimpo. No Amapá, a operações causou uma insatisfação com o governo federal, acusado de ter tido pouco diálogo com representantes locais antes de firmar o acordo.

#### Livros
- Molina, Luísa (2023), Terra rasgada, Brasília: Instituto Socioambiental, Wikidata Q118322701
- André Cabette Fabio (2022), Reinvenção do garimpo no Brasil, ISBN 978-65-86464-86-3, Wikidata Q118369241

#### Teses
- Wanderley, Luiz Jardim de Moraes (2015). GEOGRAFIA DO OURO NA AMAZÔNIA BRASILEIRA: uma análise a partir da porção meridional (Tese). Expediente: Programa de Pós-Graduação em Geografia, Universidade Federal do Rio de Janeiro
- Oliveira, Rafael da Silva (2013). Mobilidades transgessoras, geografias ignoradas: itinerários e emaranhamentos envolvendo territorialidades de garimpeiros no Suriname (Tese). Expediente: Programa de Pós-Graduação em Geografia Humana do Departamento de Geografia da Faculdade de Filosofia, Letras e Ciências Humanas da Universidade de São Paulo
- Tedesco, Leticia da Luz (2015). No Trecho dos Garimpos: Mobilidade, gênero e modos de viver na garimpagem de ouro amazônica (Tese). Expediente: Departamento de Antropologia e do Programa de Pós-Graduação em Antropologia Social (PPGAS – UFRGS)

#### Periódicos
- Vargas, Joana Domingues; Aquino, Jania Perla Diógenes (2019). «Garimpos de ouro na fronteira franco-brasileira: Conexões entre o legal e o ilegal». Dilemas, Rev. Estud. Conflito Controle Soc. Consultado em 11 de maio de 2023
- Oliveira, Rafael da Silva (2011). «Garimpeiros no Suriname: panorama histórico e atuais implicações». Meridiano 47. 12 (125): 53 a 60
- Carneiro, Camilo Pereira; Soares, Scharmory da Silva; Lichtenthaler, Hana Karoline Ramos Guedes (2020). «Relações Brasil-Suriname: Fronteira, garimpo e imigração no século XXI». Revista Eletrônica de Humanidades do Curso de Ciências Sociais da UNIFAP. 13 (2): 305-320. doi:10.18468/pracs.2020v13n2.p305-320
- Monteiro, Maurílio de Abreu; Coelho, Maria Célia Nunes; Cota, Raymundo Garcia; Barbosa, Estêvão José da Silva (2010). «Ouro, empresas e garimpeiros na Amazônia: o caso emblemático de Serra Pelada». Revista Pós Ciências Sociais. 7 (13)